# Hécourt, Eure
Hécourt là một xã thuộc tỉnh Eure trong vùng Normandie miền bắc nước Pháp.